# Roshni Nadar
Roshni Nadar Malhotra (* 1982) ist eine indische Unternehmerin. Laut IIFL Wealth Hurun India Rich List war sie 2019 die reichste Frau in Indien.

## Leben
Nadar ist das einzige Kind von Shiv Nadar, dem Gründer von HCL Technologies, und Kiran Nadar. Sie wuchs in Delhi auf, wo sie die Vasant Valley School besuchte. Danach studierte sie Kommunikation an der Northwestern University in Illinois. Sie schloss ihr Studium an der Kellogg School of Management mit einem Master in Business Administration mit den Schwerpunkten Social Enterprise Management und Strategie ab.
Sie arbeitete in verschiedenen Unternehmen als Produzentin, bevor sie zu HCL kam. Innerhalb eines Jahres nach ihrem Eintritt bei HCL wurde sie zum Executive Director und CEO der HCL Corporation ernannt. Sie ist eine Treuhänderin der Shiv Nadar Foundation, die sich auf Bildung konzentriert und einige der besten Colleges und Schulen in Indien gegründet hat. Sie ist mit Shikhar Malhotra verheiratet, mit dem sie zwei Söhne hat.

## Ehrungen
- 2014: NDTV Junger Philanthrop des Jahres
- 2015: Verleihung des „World's Most Innovative People Award“ für philanthropische Innovation durch den Weltgipfel für Innovation und Unternehmertum (WSIE)
- 2017: Vogue India Philanthrop des Jahres
- 2017: The World’s 100 Most Powerful Women